# Twitches
Twitches is een Disney Channel Original Movie uit 2005 onder regie van Stuart Gillard. De film is gebaseerd op het boek van H.B. Gilmour en Randi Reisfeld.

## Verhaal
Twee zussen met  magische krachten worden geboren in Coventry. Vanwege de verschrikkelijke oorlog, worden ze van elkaar gescheiden voor hun eigen veiligheid. Camryn groeit op in een rijke familie en heeft een amulet van een zon. Alex groeit op in een normale familie, waarvan de moeder zojuist is overleden. Alex heeft een amulet van de maan.
Als Camryn 21 jaar oud wordt (op 31 oktober), gaat ze met haar vriendin Beth de stad in, terwijl Alex ook de stad in gaat om een baan te zoeken. Ze ontmoeten zo elkaar bij toeval. Ze ontdekken dat ze zussen zijn en er wordt hen verteld dat ze de stad moeten redden.
Ze willen er niks mee te maken hebben, maar wanneer al het slechte ook achter hen aanzit, zijn ze wel gedwongen om te vechten...

## Rolverdeling
| Acteur             | Personage             |
| ------------------ | --------------------- |
| Tia Mowry          | Alex Fielding/Artemis |
| Tamera Mowry       | Camryn Barnes/Apolla  |
| Kristen Wilson     | Miranda               |
| Patrick Fabian     | Thantos               |
| Jennifer Robertson | Illeana               |
| Pat Kelly          | Karsh                 |
| Arnold Pinnock     | David Barnes          |
| Jackie Rosenbaum   | Beth Fish             |
| Jessica Greco      | Lucinda               |